# ولز برانچ (تگزاس)
ولز برانچ (به انگلیسی: Wells Branch) یک منطقهٔ مسکونی در ایالات متحده آمریکا است که در شهرستان تراویس، تگزاس واقع شده‌است. ولز برانچ ۶٫۶ کیلومتر مربع مساحت و ۱۲٬۱۲۰ نفر جمعیت دارد و ۲۵۰ متر بالاتر از سطح دریا واقع شده‌است.